# Ivan Jakovcic
Ivan Jakovčić (15 de novembre de 1957) és un polític i antic prefecte del Comtat d'Ístria (2001-2013).

## Carrera política
Després d'acabar educació primària i secundària a Poreč, Jakovčić es va graduar a la Facultat de Comerç Internacional de la Universitat de Zagreb el 1980. Durant la dècada del 1980 va treballar en exportacions i divisions de màrqueting de l'empresa Pazinka i després va esdevenir un emprenedor que va fer inversions a Àustria i Croàcia. El 1991 va entrar en política i fou elegit president de l'Assemblea Democràtica Istriana (IDS), un partit regional.
Va ser elegit al Parlament de Croàcia cinc vegades, a les eleccions de 1992, 1995 i 2000. Després d'estar a l'oposició va guanyar les eleccions del 2000 fent coalició amb el Partit Socialdemòcrata de Croàcia (SDP) entre altres partits, i va ser proclamat ministre del ministeri que s'acabava de crear d'Integració Europea.
Tanmateix, quan IDS decidit deixar la coalició el 2001 ell va dimitir i es va presentar a les eleccions locals del mateix any. Després que IDS guanyés les eleccions locals, Jakovčić va esdevenir cap del Comtat d'Ístria, posició que va aguantar fins al 2013 després d'haver estat reelegit el 2005 i el 2009.
Jakovčić és el polític que més temps ha estat al càrrec a la Croàcia moderna, havent estat líder de l'IDS de manera continuada des del 1991. La seva sisena elecció consecutiva com a líder del partit va ser confirmada per aclamació a la convenció del 14 de febrer del 2010.
El 2014 va ser elegit diputat del Parlament europeu. El 23 d'octubre de 2014 el Parlament europeu va rebre un requeriment per eliminar la seva immunitat.